# John Dee
John Dee (Mortlake, pokraj Londona, 13. srpnja 1527. – Mortlake, prosinac 1608.), engleski astrolog, astronom, matematičar, alkemičar, okultist, polihistor i savjetnik kraljice Elizabete I.
Deeja se smatra začetnikom ideje o Britanskom Carstvu, a značajno je i njegovo zagovaranje osnivanja stalne britanske mornarice.
Za svoga života sakupio je najveću knjižnicu u Engleskoj i jednu od najvećih u Europi toga vremena.

## Životopis

### Školovanje
Malo se zna o njegovom djetinjstvu. Rodio se u obitelji velškog podrijetla kao sin oca Rowlanda Deeja, plemića u službi kralja Henrika VIII. i majke Jane Wild.
Od 1537. do 1542. godine školovao se u crkvenoj školi u Chelmsfordu u Essexu. Godine 1542. počeo je pohađati St. John´s College u Cambridgeu, gdje je učio grčki i matematiku. Tijekom studija razvio je interes za mehaniku, kartografiju i navigaciju. Godine 1546. studirao je matematiku uz stipendiju na Trinity Collegeu u Cambridgeu kod glasovitog humanista sir Johna Chekea.
U svibnju 1547. godine otputovao je u inozemstvo, gdje je skupljao rukopise i knjige i upoznao se s nekima od najsvestranijih ljudi toga doba. Sreo je velikog Gerarda Mercatora, poznatog kartografa, Gemmu Frisiusa, velikog kozmografa i savjetnika cara Karla V., Pedra Nunesa, portugalskoga kraljevskog kozmografa i profesora matematike u Coimbri, kao i Oroncea Finea, profesora matematike na College Royale.
Godine 1548. vratio se iz Nizozemske gdje je studirao navigaciju i diplomirao na sveučilištu u Cambridgeu. U razdoblju 1548. – 1551. godine pohađao je sveučilište Louvain u današnjoj Belgiji.

### Služba na dvoru
Po povratku u Englesku, Dee je odlučio savladati sve što se tada znalo o astronomiji, astrologiji, matematici, algebri, geografiji, navigaciji, alkemiji i kabali.
Neko vrijeme bio je privatni učitelj u domu grofa od Pembrokea da bi potom prihvatio službu na dvoru kralja Eduarda. U ljeto 1555. našao se u zatvoru zbog izrade horoskopa za kraljicu Mariju pod optužbom za veleizdaju, no oslobođen je i pušten na slobodu.
Dee je bio strastveni bibliofil. U Mortlakeu je za to vrijeme stvorio ogromnu knjižnicu koja je sadržavala knjige o religiji, filozofiji, anatomiji, medicini, glazbi, arhitekturi, geografiji, navigaciji, književnosti, povijesti i okultizmu. I sam je objavio knjigu o astrologiji Propaedeumata aphoristica, alkemijski rad Monas hieroglyphia i astronomsko djelo Parallacticae commentationis praxosque u kojem obrađuje trigonometrijske teoreme o utvrđivanju paralaksa nove zvijezde, što potvrđuje njegovu sklonost Kopernikovu radu.
Od 1558. godine djeluje na dvoru kraljice Elizabete I. koja ga uzima pod svoju zaštitu. U to vrijeme slobodno se bavi okultnim istraživanjima.
Godine 1576. uložio je novac u pomorska istraživanja i krenuo na plovidbu Atlantikom u potragu za sjeverozapadnim prolazom k istoku. To ga je putovanje inspiriralo da napiše knjigu "Općenite i iznimne uspomene o savršenoj umjetnosti Navigacije" (General and Rare Memorials pertaining to the Perfect Arte of Navigation), koja je objavljena 1577. godine.

### Okultizam i putovanje po Europi
Godine 1581. Dee je upoznao samoproglašenog medija Edwarda Talbotta (kasnije Edward Kelley) koji će mu pomoći izraditi novi magijski alfabet. Od tog vremena Dee u potpunosti zanemaruje ostala područja zanimanja i posvećuje se isključivo alkemijskim i okultnim znanostima.
Medij Kelley je uz Deejevu asistenciju pomoću raznih kristala navodno komunicirao s onostranom inteligencijom. Kelley je, naime, tvrdio da u Deejevu kristalu vidi arkanđela Uriela s kojim je, navodno, započeo komunikaciju. Dee je zapisivao te "razgovore" i stvorio tzv. enokijanski magijski sustav. Slova enokijanskog alfabeta zapisivana su na velike ploče u redovima i stupcima. Magijski pečati i talismani su precizno iscrtavani zajedno s enokijanskim slovima na njima.
Zbog nedostatka potpore kraljice Elizabete I., Dee je 1583. godine napustio Englesku i otišao na dvor poljskog princa Laskyja. Zajedno s Kelleyjem proputovao je Europu predstavljajući svoj novi magijski sustav. Do 1584. boravio je u Pragu, pod patronatom cara Rudolfa II., koji je također bio zainteresiran za hermetizam.
Zbog optužbe za bavljenje vradžbinama koje je podnijela Katolička Crkva, Dee i Kelley su, u periodu 1586. – 1588. godine živjeli pod patronatom češkog grofa Rosenberga. Tu se Dee nastavio baviti se alkemijom i proricanjem budućnost iz kristala, a zajedno s Kelleyjem pokušavao je prizivati duhove i potčinjavati ih svojoj volji. Zbog takvih mračnih rabota, a na pritisak rimskog pape, car Rudolf II. prognao ga je iz Praga te se 1589. godine, na poziv kraljice, vratio natrag u Englesku.

### Zadnje godine
Prije povratka u Englesku, Dee je raskinuo prijateljstvo s Kelleyjem.
Po dolasku u domovinu dočekala ga je opljačkana kuća iz koje je odnesen i dobar dio literature, kao i novca. Zbog toga je zatražio pomoć od kraljice koja mu je u studenom 1595. godine dodijelila skromni položaj upravitelja Christ's Collegea u Manchesteru.
Godine 1605. novi kralj Jakov I. otjerao ga je s tog položaja te se Dee vratio u obiteljski dom u Mortlakeu gdje je umro u siromaštvu 1608. godine.

### Privatni život
John Dee se ženio triput. S trećom ženom Jane Fromond, s kojom se vjenčao 1578. godine imao je devetero djece. Najstariji sin Arthur Dee bio je također alkemičar, astrolog i hermetički autor.